# Camptomyia ricini
Camptomyia ricini är en tvåvingeart som beskrevs av Ephraim Porter Felt 1921. Camptomyia ricini ingår i släktet Camptomyia och familjen gallmyggor. Inga underarter finns listade i Catalogue of Life.